# Safia minax
Safia minax là một loài bướm đêm trong họ Noctuidae.